# Vallentuna
Vallentuna er en svensk by i Stockholms län. Byen har et befolkningstal på 26.500 (2005) og er forstad til Stockholm.
Byområdet opstod langs Roslagsbanen, hvor et mindre byområde i den sydlige del af Vallentuna kommune og den nordlige del af Täby kommune efterhånden voksede sammen.

## Boligområder
- Bällsta
- Bällstalund
- Karlberg
- Kragstalund
- Ormsta
- Rickeby
- Södra Haga
- Sörgården og Norrgården
- Uthamra
- Åby
- Vallentuna centrum
- Bällstaberg
- Snapptuna
- Ekeby
- Västanberga
- Rosengården
- Nyby

## Skoler i kommunen
- Bällstabergsskolan
- Ekebyskolan
- Gustav Vasaskolan
- Hammarbacksskolan
- Hjälmstaskolan
- Karlbergsskolan
- Karbyskolan
- Kårstaskolan
- Lovisedalsskolan
- Ormstaskolan
- Tunaskolan
- Vallentuna Friskola
- Vallentuna Vittra

Gymnasier:
- Vallentuna Gymnasium